# Hospital 12 de Octubre (metropolitana di Madrid)
Hospital 12 de Octubre è una stazione della linea 3 della metropolitana di Madrid.
Si trova sotto alla Glorieta de Málaga, nel distretto di Usera. La stazione serve il quartiere di San Fermín e l'ospedale 12 de Octubre.
Come decorazione dell'interno della stazione è stato eseguito un grande murales largo 55 metri e alto 5, dal titolo Humani Corpore, in cui vengono rappresentate 12 figure umane su uno sfondo composto da riproduzioni di lamine anatomiche del XIX secolo. Con questa composizione si rende omaggio alla medicina e al corpo umano.

## Storia
La stazione è stata aperta il 21 aprile 2007 in corrispondenza dell'ampliamento della linea 3 fino a  Villaverde Alto.

## Accessi
Ingresso Hospital 12 de Octubre
- Glorieta de Málaga Avenida de Córdoba (Glorieta de Málaga)
- Ascensore Avenida de Córdoba (Glorieta de Málaga)